# Lonely Heart
Lonely Heart è un singolo del gruppo musicale inglese UFO, pubblicato nel 1981. È arrivato al 41º posto nella Official Singles Chart.

## Tracce
Lato A
1. Lonely Heart – 4:10 (Way, Chapman, Mogg)

Lato B
1. Long Gone – 5:18 (Chapman, Mogg)